# Sint-Silvesterkerk (Rubroek)
De Sint-Silvesterkerk (Frans: Église Saint-Sylvestre) is de parochiekerk van de gemeente Rubroek in het Franse Noorderdepartement.

## Geschiedenis
Reeds in de 11e eeuw was er sprake van een kerkgebouw. Deze gotische kerk werd hersteld in 1532, brandde af in 1579, en werd in 1616 gerestaureerd en vergroot.

## Gebouw
Het betreft een driebeukige hallenkerk met een voorgebouwde zware, 40 meter hoge, westtoren van 1532.

## Interieur
De kerk heeft twee biechtstoelen van 1692, een 17e-eeuwse preekstoel, diverse 17e- en 18e-eeuwse heiligenbeelden, twee veelluiken namelijk een Laatste Avondmaal van 1619 en een Kruisiging van 1671. Ook is er een Onze-Lieve-Vrouwe altaarstuk van 1715 door Jacques Wailsch. Er is een 18e-eeuws doopvont en een orgel van 1807.